# 틴 쪼
틴 쪼(버마어: ထင်ကျော်, 영어: Htin Kyaw, 문화어: 틴 죠, 1946년 7월 20일 ~ )는 미얀마의 정치인이다. 2016년 대통령 선거에서 미얀마 연방공화국 최초의 비군인 출신 대통령으로 선출되었으며, 2016년 3월 30일부터 2018년 3월 21일까지 대통령직에 역임했다.

## 역대 선거 결과
| 선거명      | 직책명                     | 대수 | 정당         | 득표율 | 득표수 | 결과 | 당락 |
| ----------- | -------------------------- | ---- | ------------ | ------ | ------ | ---- | ---- |
| 2016년 선거 | 미얀마 연방공화국의 대통령 | 9대  | 국민민주연맹 | 55.22% | 360표  | 1위  |      |